# Eurodryas mandschura
Eurodryas mandschura är en fjärilsart som beskrevs av Felix Bryk 1946. Eurodryas mandschura ingår i släktet Eurodryas och familjen praktfjärilar. Inga underarter finns listade i Catalogue of Life.